# Швиндлери
Швиндлери je српска телевизијска серија која се емитује од 22. децембра 2019. године на Суперстар ТВ. Серија је рађена на основу истоименог стрипа "Швиндлери" чији је сценариста Ђорђе Милосављевић, а цртач Мирољуб Милутиновић - Брада.

## Радња
У септембру 1930. године државна класна лутрија Краљевине Југославије објавила је да је извучена срећка са главном новчаном наградом Туристичке лутрије у износу од милион динара, који одлазе срећном добитнику у Паланци, градићу у унутрашњости Србије. Престолонаследник Петар, као покровитељ Јадранске страже која је покренула Туристичку лутрију, лично је честитао непознатом добитнику и позвао га да преузме награду у седишту Државне класне лутрије. Питање је само ко је добитник. То питање изненада ће окренути наглавачке миран и спокојан живот у Паланци. Доскора су њени грађани размишљали само о предстојећим изборима за градоначелника, на којима ће бирати између двојице кандидата који су једну приватну свађу претворили у политичко надметање, али је све то, изненадна појава лутрије, бацила у други план.

## Улоге

### Главне улоге
| Глумац                  | Улога                                   |
| ----------------------- | --------------------------------------- |
| Павле Менсур            | Иван „Ика” Разумовић                    |
| Филип Хајдуковић        | Божидар „Божа” Баћковић                 |
| Катарина Жутић          | Ана Беговић                             |
| Славен Дошло            | Александар                              |
| Драган Јовановић        | Софроније Игњатовић                     |
| Дејан Луткић            | Отон Муха/Ковиљко Игњатовић             |
| Невена Ристић           | Даринка Кирић                           |
| Анђела Јовановић        | Софија Игњатовић                        |
| Бранка Пујић            | Соколија Игњатовић                      |
| Марко Гверо             | Комшија Сандучар                        |
| Небојша Илић            | Палигорић                               |
| Јована Балашевић        | Антонина                                |
| Дубравко Јовановић      | Цане                                    |
| Срђан Милетић           | Ђура                                    |
| Радоје Чупић            | Сарага                                  |
| Марко Баћовић           | Јоца Кирић                              |
| Горица Поповић          | Цветана                                 |
| Војин Ћетковић          | Брзи Нож/Оштри Нож/Рђави Нож/Кратки Нож |
| Бранкица Себастијановић | Клара                                   |
| Страхиња Блажић         | Станислав Игњатовић                     |
| Власта Велисављевић     | Нићифор                                 |
| Александар Ђурица       | Света Ранковић                          |
| Урош Јаковљевић         | Зуб                                     |
| Вукашин Јовановић       | Мали                                    |

### Споредне улоге
| Глумац              | Улога                 |
| ------------------- | --------------------- |
| Игор Филиповић      | припити               |
| Бранко Јанковић     | поп                   |
| Андреј Шепетковски  | власник кафане        |
| Лариса Шепетковски  | ћерка власника кафане |
| Алексеј Шепетковски | ћерка власника кафане |
| Лазар Тешић         | Воја                  |
| Дејан Тончић        | учитељ                |
| Предраг Бјелац      | отац Артемије         |
| Бранислав Зеремски  | ратник                |
| Миодраг Крстовић    | Катон Порција         |
| Андрија Кузмановић  | Фића Јеленковић       |
| Јово Максић         | Гула Чабар            |
| Алиса Радаковић     | Јагода                |
| Бора Ненић          | Баћко                 |
| Ненад Ћирић         | Доктор Настић         |
| Милена Јакшић       | Теодора               |
| Лука Грбић          | Сашица                |
| Милан Тошић         | Пера Паламар          |
| Богдан Кузмановић   | Ђока Слина            |
| Бранко Перишић      | Мика Бесни пацов      |
| Душан Петковић      | крвави Риста          |
| Дејан Карлечик      | Жика Жвала            |
| Марко Гиздавић      | крупни зеленаш        |
| Милан Поповић       | ситни зеленаш         |
| Гордана Јовић       | госпођа Лукић         |
| Ивана Станчев       | госпођа Милић         |
| Микица Петронијевић | кафеџија              |
| Владимир Ђорђевић   | станодавац            |
| Нађа Родић          | чистачица             |
| Ивица Тодоровић     |                       |
| Владимир Јоцовић    |                       |
| Иван Перковић       |                       |
| Јован Торачки       |                       |

## Епизоде
| Сезона | Сезона | Епизоде | Епизоде | Оригинално емитовање | Оригинално емитовање |
| Сезона | Сезона | Епизоде | Епизоде | Премијера            | Финале               |
| ------ | ------ | ------- | ------- | -------------------- | -------------------- |
|        | 1.     | 12      | 12      | 22. децембар 2019.   | 8. март 2020.        |
|        | 2.     | 12      | 12      | 31. јул 2021.        | 5. септембар 2021.   |